# Gletschhorn
Gletschhorn är en bergstopp i Schweiz.   Den ligger i kantonen Uri, i den centrala delen av landet, 80 km öster om huvudstaden Bern. Toppen på Gletschhorn är 3 305 meter över havet, eller 128 meter över den omgivande terrängen. Bredden vid basen är 0,45 km.
Terrängen runt Gletschhorn är huvudsakligen bergig, men söderut är den kuperad. Trakten runt Gletschhorn är nära nog obefolkad, med mindre än två invånare per kvadratkilometer.. Närmaste större samhälle är Airolo, 16,4 km sydost om Gletschhorn. 
Trakten runt Gletschhorn består i huvudsak av gräsmarker.